# Jan IX. Frankopan
Jan IX. Frankopan Cetinský (chorvatsky Ivan IX. Frankapan Cetinski, ? – 9. září 1493 Krbavské pole u Udbiny) byl chorvatský šlechtic z rodu Frankopanů.

## Život
Pocházel z cetinské větve rodu Frankopanů, jako syn Jiřího II. Jedním z jeho předků byl Jan VI. Frankopan.
Jeho manželka byla Kolafisa, s níž měl syna Jana X., který se stal arcibiskupem kaločským.
Jan IX. Frankopan byl jedním z velitelů v bitvě na Krbavském poli proti Osmanům, kde v boji zemřel. 